# Abbé de Villiers
Pour les articles homonymes, voir Pierre de Villiers et Villiers.
Pierre de Villiers dit l’abbé de Villiers (né à Cognac le 10 mai 1648 et mort à Paris le 14 octobre 1728) est un abbé et écrivain français.
Il entre chez les Jésuites en 1666 puis en 1689 dans l'ordre de Cluny. Il a écrit de nombreux ouvrages au XVIIe siècle, et de nombreuses biographies et études lui sont attribuées, telles que les Lettres sur l'oraison des quiétistes ou Prière en vers sur l'espérance qu'on doit avoir en Jésus-Christ. L'abbé de Villiers est le premier à suspecter que les contes de Perrault n'ont pas été écrits par le fils de Charles Perrault, tel qu'annoncé par les éditeurs, mais par l'académicien lui-même -ou du moins en seconde main.

## Biographie
Pierre de Villiers nait à Cognac le 10 mai 1648, bien que d'autres sources indiquent 1649 ou 1650. Ses parents sont domiciliés à Paris mais avaient quitté la capitale à cause de troubles et y revinrent dès que les désordres eurent cessé. C'est dans cette ville que le jeune de Villiers passe son enfance et reçoit sa première éducation. Il entre chez les Jésuites le 6 juin 1666 et s'y distingue dans les carrières de l'enseignement et de la prédication. Il y prit l'ordre de prêtrise et y exerça le saint ministère. En 1689, il quitte les Jésuites pour entrer dans l'ordre de Cluny non réformé.
Écrivain et essayiste, il compose ou imprime la plupart des ouvrages sortis de sa plume. Boileau fait mention de l'abbé de Villiers dans ses poésies, et l'appelle « le Matamore de Cluny », « parce qu'il avait l'air audacieux et la parole impérieuse ». Il ne mit jamais son nom à ses ouvrages.

## Œuvres attribuées
- L'Art de prêcher, poème en quatre chants, Paris, 1682 et 1728. Ce poème eut plus de trente éditions.
- De l'Amitié, poème en quatre chants, Amsterdam, 1692.
- Entretiens sur les tragédies de ce temps, Paris, 1675.
- Conduite chrétienne dans le service de Dieu et de l'Église, avec l'office de la Vierge et les vêpres en latin et en français, Paris, 1699
- Entretiens sur les contes des fées et sur quelques autres ouvrages du temps, Paris, 1698
- Pensées et réflexions sur les égarements des hommes dans la voie du salut, 1693, trois volumes réimprimées en 1732.
- Réflexions sur les défauts d'autrui, Paris, 1691. Il y a trois éditions.
- Sentiments critiques sur les Caractères de La Bruyère, Paris, 1701, plus de 600 pages.
- Sur ma vieillesse, stances, 1727.

Outre ces ouvrages, en voici d'autres dont on dit que l'abbé de Villiers est l'auteur :
- Deux Lettres sur l'oraison des quiétistes, publiées à Paris en 1697 :
  - Lettre sur l'oraison des quietistes : où l'on fait voir les sources de leur illusion. 1697
  - Seconde lettre sur l'oraison des quietistes : où l'on fait voir l'illusion et l'égarement de ce qu'il appellent amour pur. 1697
- Des Heures, contenant des instructions sur les évangiles des dimanches.
- Une Prière en vers sur l'espérance qu'on doit avoir en Jésus-Christ.
- Mémoires de la vie du comte. De Villiers a désavoué ce dernier livre.
- Vérités satiriques, en 50 dialogues, Paris, 1725.